# Frank Horvat

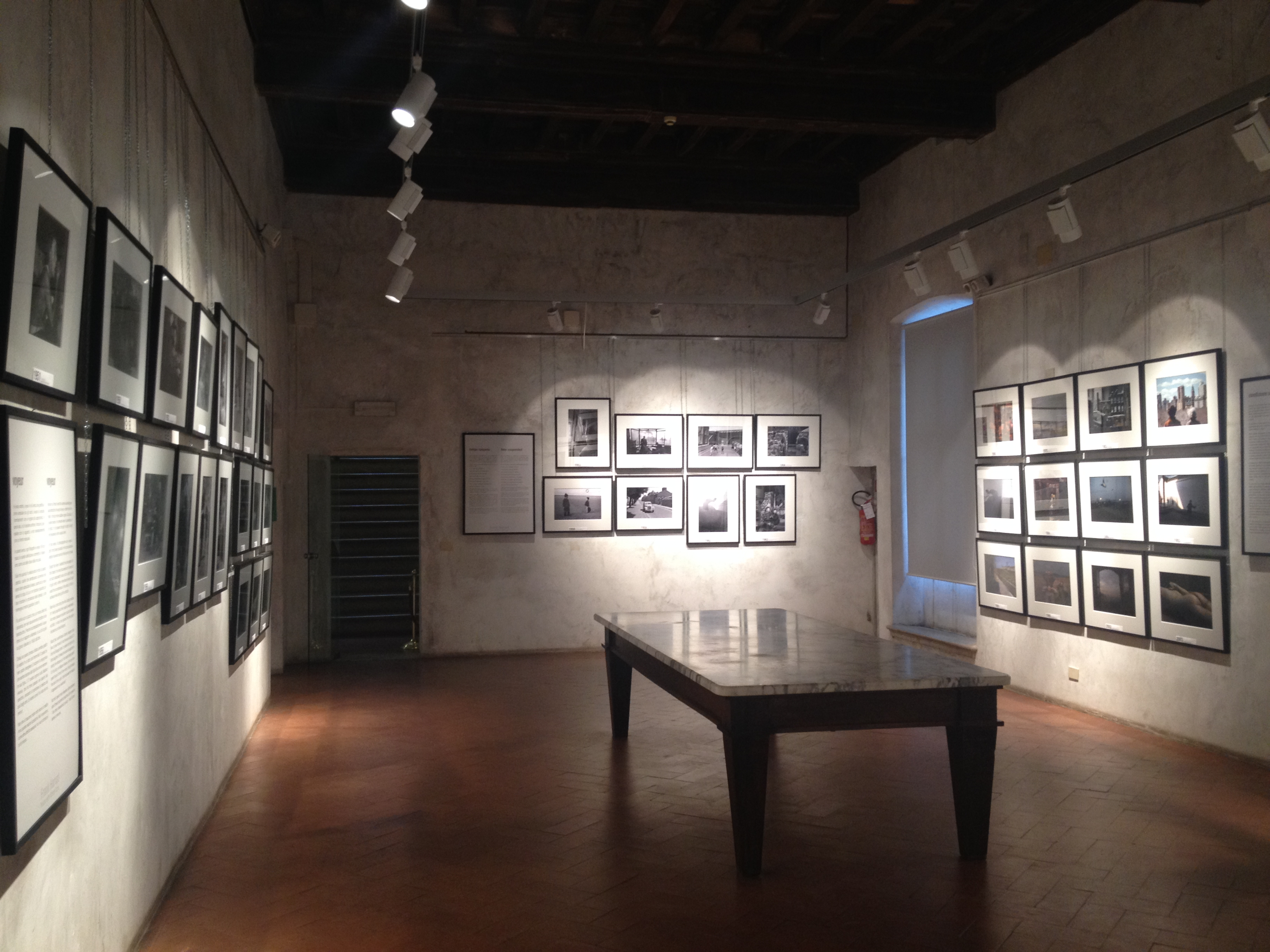
Výstava Franka Horvata House with Fifteen Keys, 2014

Frank Horvat (28. dubna 1928 Opatija – 21. října 2020 Boulogne-Billancourt) byl fotograf narozený v Itálii, který žil a pracoval ve Francii. Nejznámější je svými módními fotografiemi, které publikoval mezi polovinou 1950 a koncem 1980. Horvatův fotografický opus zahrnuje fotožurnalistiku, portrétování, krajinu, přírodu a sochařství.
V roce 1988 vytvořil knihu rozhovorů s dalšími fotografy, jako jsou Don McCullin, Robert Doisneau, Sarah Moon, Helmut Newton nebo Marc Riboud. Na začátku 90. let byl jedním z prvních významných fotografů, kteří experimentovali s Photoshopem. V roce 1998 nahradil své profesionální vybavení kompaktním fotoaparátem. V roce 2011 představil Horvatland, online aplikaci pro iPad.

## Životopis
Horvat se narodil v italské Abbazii (nyní Opatija, Chorvatsko) v židovské rodině ze střední Evropy (jeho otec Karl Edelstein byl maďarský všeobecný lékař a jeho matka, Adele, byla psychiatrička z Vídně), Horvat žil v několika zemích včetně Švýcarska, Itálie, Pákistánu, Indie, Anglie a Ameriky). V roce 1955 se usadil ve Francii.

### 1950–1960
Horvat uznává, že byl silně ovlivněn Henri Cartier-Bressonem. Po setkání s ním v roce 1950 se řídil jeho radami, vyměnil svůj Rollei za fotoaparát Leica a vydal se na dvouletou cestu po Asii jako fotoreportér na volné noze. Jeho fotografie z této cesty publikovaly Life, Réalités, Match, Picture Post, Die Woche a Revue. Jeho fotografie indické nevěsty pod rouškou, jejíž tvář se zrcadlila na klíně, byla vybrána Edwardem Steichenem pro výstavu The Family of Man v Muzeu moderního umění, která cestovala po světě, a vidělo ji 9 milionů návštěvníků.
V roce 1955 se Horvat přestěhoval z Londýna do Paříže a zjistil, že nálada jeho ulic a jejích obyvatel nemá mnoho společného s poněkud romantickou vizí takzvaných humanistických fotografů. V roce 1957 Horvat pořídil módní fotografie pro Jardin des Modes pomocí 35mm fotoaparátu a dostupného světla které se dříve pro módu zřídka používaly. Tuto inovaci návrháři konfekcí uvítali, protože představila jejich výtvory v kontextu každodenního života. V následujících letech byl Horvat pověřen dělat podobné práce pro Elle v Paříži, Vogue v Londýně a Harper's Bazaar v New Yorku.

### 1960–1980
V letech 1962 až 1963 se Horvat začal věnovat fotožurnalistice a vydal se na cestu kolem světa pro německý časopis Revue. Poté experimentoval s kinem a videem. V roce 1976 se rozhodl „stát se svým vlastním klientem“ produkcí tří osobních projektů: Portraits of Trees (Portréty stromů) (1976–82), Very Similar (Velmi podobné) (1982–86) a New York Up and Down (New York nahoru a dolů) (1982–87), které nazýval jako svůj „triptych“.

### 1980–1990
V 80. letech Horvat trpěl oční chorobou. Začal nový projekt: sérii rozhovorů s kolegy fotografy, jako jsou Edouard Boubat, Robert Doisneau, Mario Giacomelli, Josef Koudelka, Don McCullin, Sarah Moon, Helmut Newton, Marc Riboud, Jeanloup Sieff a Joel-Peter Witkin. Byly publikovány ve Francii pod názvem Entre Vues.

### 90. léta
V 90. letech se Horvat začal zajímat o počítačovou technologii a vytvořil série Yao the Cat (1993), Bestiary (1994) a Ovidiovy proměny (1995). Přestoupil na Cartier-Bressonovu pravidlo „rozhodujícího okamžiku“ tím, že kombinoval části obrazů pořízených v různých dobách a na různých místech. O několik let později publikoval A Trip to Carrara (Výlet do Carrary).

### Třetí tisíciletí
Jeho pozdější projekty jsou možná jeho nejosobnější. Série 1999 je fotografický deník posledního roku tisíciletí, pořízený malou analogovou kamerou určenou pro amatéry. Entre Vues a La Véronique byly pořízeny prvním digitálním fotoaparátem Nikon v dosahu 30 metrů, a to buď uvnitř jeho domu v Provence, nebo v jeho bezprostředním okolí. Cyklus Eye at the Fingertips, který zahájil v roce 2006 a probíhal prakticky až do jeho smrti, byl fotografován digitálním kompaktním fotoaparátem.
Jeho posledním podnikem byla aplikace pro iPad s názvem Horvatland, která obsahuje více než 2 000 fotografií vytvořených v průběhu 65 let s 20 hodinami komentáře.
V roce 2008 získal cenu La Fondazione del Centenario ve švýcarském Luganu za přínos evropské kultuře.

## Smrt
Horvat zemřel v říjnu 2020 ve věku 92 let.

## Knihy
- 1957: La capture des éléphants sauvages, Editions Louvois, Paříž
- 1962: J'aime la télévision, Editions Rencontre, Lausanne, Švýcarsko (text: Max Egli)
- 1962: J'aime le strip-tease, Editions Rencontre, Lausanne, Švýcarsko (text: Patrik Lindermohr)
- 1979: The Tree Aurum Press – London and little brown, New York (text: John Fowles)
- 1982: Goethe in Sicilia, Edizioni Novecento, Palermo, Itálie
- 1990: Entre vues, Éditions Nathan, Paříž,
- 1991: Degas sculptures, Imprimerie nationale, Paříž
- 1992: Yao le chat botté, Éditions Gautier-Languereau, Paříž
- 1994: Arbres, Imprimerie nationale, Paříž
- 1994: Le Bestiaire d’Horvat, CNP et Actes Sud
- 1996: Paris-Londres, London-Paris, Éditions de la Ville de Paris
- 1996: De la Mode et des Jardins, Éditions de l’Imprimerie Nationale, Paříž
- 1998: 51 Photographs in Black and White, Dewi Lewis, Manchester
- 1999: Very Similar, Dewi Lewis, Manchester
- 2000: Frank Horvat, Photopoche no 88, Delpire et Nathan, Paříž
- 2000: 1999-A Daily Report, Dewi Lewis, Manchester
- 2001: Figures romanes, Éditions du Seuil, Paříž
- 2002: Homenatge a Catalunya, Foundation Privada Vila Casas, Barcelona
- 2004: Time Machine-a trip around the world, 1962–1963, OFF Publications, Boulogne-Billancourt, Francie
- 2004: La Véronique, thirty meters around my house in Provence, úvod: Renaud Camus, OFF Publications, vyd.: Frank Horvat, Boulogne-Billancourt, Francie
- 2005: Horvat photographie Couturier, Gallimard and Musée Maillol, Paříž
- 2006: The Horvat Labyrinth, Éditions du Chêne, Hachette, Paříž
- 2008: De bocche-tette-culi-cazzi-e-mone, ilustrace: Zorzi Baffo, OFF Publications, vyd.: Frank Horvat, Boulogne-Billancourt, Francie
- 2009: Adele Edelstein (About My Mother), OFF Publications, vyd.: Frank Horvat, Boulogne-Billancourt, Francie
- 2009: Dr. Karl Horvat (About My Father), OFF Publications, vyd.: Frank Horvat, Boulogne-Billancourt, Francie
- 2009: New York up and down (text: Franz Kafka), OFF Publications, vyd.: Frank Horvat, Boulogne-Billancourt, Francie
- 2009: Masken und Mandarinen (texty: Ingrid Mylo), OFF Publications, vyd.: Frank Horvat, Boulogne-Billancourt, Francie
- 2013: House of Fifteen Keys, (texty: Jean-Noël Jeanneney), vyd.: Terre Bleue, ISBN 978-2-909953-30-4

## Výstavy
- 2014 : House of Fifteen Keys, retrospektivní výstava, Palazzo Mediceo di Seravezza, Seravezza Lucca, Itálie.

## Filmografie
- Le Procédé Fresson (1986) – by Jean Réal with Michel Fresson, Bernard Faucon, Bernard Plossu, Horvat, etc.
- Frank Horvat, 1999 – at Arte Television
- Frank Horvat, Télématin, France 2
- Fashion Horvat : Frank Horvat Exhibition in North Vancouver, 2012